# Yacambuia yacambuiensis
Genre
Espèce
Yacambuia yacambuiensis, unique représentant du genre Yacambuia, est une espèce d'opilions laniatores de la famille des Zalmoxidae.

## Distribution
Cette espèce est endémique de l'État de Lara au Venezuela. Elle se rencontre vers Jiménez.

## Description
Le mâle holotype mesure 4,02 mm et la femelle paratype 3,15 mm.

## Étymologie
Son nom d'espèce, composé de yacambu(i) et du suffixe latin -ensis, « qui vit dans, qui habite », lui a été donné en référence au lieu de sa découverte, le parc national Yacambú.

## Publication originale
- González-Sponga, 1987 : « Aracnidos de Venezuela. Opiliones Laniatores I. Familias Phalangodidae y Agoristenidae. » Boletin de la Academia de Ciencias Fisicas, Matematicas y Naturales, vol. 23, p. 1–562.